# غريغوريوس بن فضيل
المطران غريغوريوس بن فضيل يبدو من الثابت تاريخيا أن أول اسقف لحلب على طائفة الروم الملكيين في العصر الحديث أي منذ الفتح العثماني للبلاد سنة 1516 م كان غريغوريوس بن فضيل.

## أصله ونشأته
هو عفيف بن فضل بن توما بن موسى بن نجار من قرية كفربهم القريبة من حماه، المعروف بالمطران غريغوريوس بن فضيل (المخطوطة الفاتيكانية العربية رقم 47 ص 10.ارتسم شماسا انجيليا في صيدنايا يوم 8 ايلول سنة 1539.
جاء في المخطوطة الفاتيكانية :
والطريف في المر أنى يكون أول أسقف روحي ملكي لحلب حمويا من قرية كفربهم.على أن الاستغراب يزول إذا تذكرنا أن معظم الوافدين من أبناء طائفة الروم الملكيين في مطلع العصر الحديث (1516) انما جاؤوها من حمص وحماه والذين يمكثون إلى اليوم في حلب بآل الحمصي وآل الحموي وإذا ذكرنا أن كفربهم ومحردة كانتا آهلتين بالمؤمنين الروم كما في الوقت الحاضر وأكثر منه أن كفربهم كانت دعامة الكرسي الأنطاكي من الوجهة المالية على الأخص
كان المذكور متزوجا وله أولاد ولا شك أنه ترمل قبل سيامته الأسقفية ومن أولاده الذين بلغت الينا أسماؤهم القسيس منصور.

## تعيينه اسقفا على حلب
سيم أسقفا وتبوأ كرسي أبرشية حلب سنة 1540 وفي سيامته الأسقفية اتخذ له اسم غريغوريوس جريا على العادة القديمة.بقي اسقفا للروم الملكيين بحلب مدة (42) سنة من سنة 1540 -1582 وفي هذه الفترة الطويلة من الزمن حفلت أسقفيته بالنشاطات المتنوعة أهمها التأليف والترجمة والنسخ.
في السادس عشر من نيسان سنة 1587 م فاضت روحه إلى بارئها في حماه ودفن فيها.